# Margaret Courtenay (actrice)
Pour les articles homonymes, voir Margaret Courtenay et Courtenay.
Margaret Courtenay, née le 14 novembre 1923 à Cardiff, au Pays de Galles, et morte le 15 février 1996 à Londres, en Angleterre, est une actrice et chanteuse britannique.

## Théâtre
- Dans le cadre du Stratford Theatre Festival de la Royal Shakespeare Company de Stratford-sur-Avon[1] :
  - 14 avril 1947 : Peines d'amour perdues de Shakespeare, mise en scène de Peter Brook, avec Donald Sinden, Paul Scofield et Joss Ackland.
  - 9 mai 1947 : La Tempête de Shakespeare, mise en scène de Norman Wright, avec Daphne Slater et Donald Sinden. Rôle : Junon.
  - 1947 : Richard II de Shakespeare, mise en scène de Walter Hudd (en), au Théâtre de sa Majesté, à Londres, avec John Warner, Julian Amyes, Joss Ackland, Donald Sinden, Beatrix Lehmann et George A. Cooper (en)[2].
  - 15 aout 1947 : Périclès, prince de Tyr de Shakespeare, mise en scène de Nugent Monck (en), avec Paul Scofield, Daphne Slater et Joss Ackland.
  - 1949 : Macbeth de Shakespeare, mise en scène de Anthony Quayle, avec Godfrey Tearle, Diana Wynyard, Harry Andrews, Leon Quartermaine (en), William Squire, Michael Bates, Robert Shaw, Edmund Purdom, Jill Bennett, John Slater, Robert Hardy et Timothy Bateson.
  - 1949 : Le Songe d'une nuit d'été de Shakespeare, mise en scène de Michael Benthall, avec Harry Andrews, Diana Wynyard, John Slater, Michael Bates, William Squire, Robert Hardy et Robert Shaw.
  - 1949 : Beaucoup de bruit pour rien de Shakespeare, mise en scène de John Gielgud, avec Anthony Quayle, Diana Wynyard, Harry Andrews, Leon Quartermaine (en), William Squire, Jill Bennett, Michael Bates, Timothy Bateson, Robert Hardy, Edmund Purdom, et Robert Shaw.

- Dans les théâtres du West End de Londres[1] :
  - 1955 : Jules César de William Shakespeare, mise en scène de Michael Benthall, au Old Vic Theatre, à Londres.
  - 1957-1958 : Le Roi Lear de Shakespeare, mise en scène de Douglas Seale, au Old Vic Theatre de Londres, avec Paul Rogers, Barbara Jefford, Coral Browne, Michael Culver, Jack Gwillim, Edward Hardwicke, Paul Daneman et Judi Dench.
  - 1958 : Henri VIII de William Shakespeare, au Old Vic Theatre de Londres, avec John Gielgud, Edith Evans, Harry Andrews, Ronald Fraser, Paul Daneman, Edward Hardwicke et Judi Dench.
  - 1965-1966 : The Killing of Sister George (titre français : Faut-il tuer Sister George ?) de Frank Marcus, mise en scène de Val May, au Duke of York's Theatre, puis au St. Martin's Theatre, à Londres, aux côtés de Beryl Reid, Eileen Atkins et Hermione Baddeley.
  - 1971 : Ambassador, une comédie musicale américaine de Stone Widney, avec Howard Keel et Danielle Darrieux. Rôle : Amelia Newsome
  - 1971 : Separate Tables de Terence Rattigan, mise en scène de Michael Blakemore, à l'Apollo Theatre de Londres, avec John Mills, Jill Bennett et Raymond Huntley. Rôle : Mrs Railton-Bell.
  - 1973 : Habeas Corpus de Alan Bennett, au Lyric Theatre de Londres, avec Alec Guinness, Patricia Hayes, Phyllida Law et Andrew Sachs.
  - 1976 : 13 Rue de l'Amour (en), adaptation anglaise de Monsieur chasse ! de Georges Feydeau, mise en scène de Peter Dews (en), au Phoenix Theatre de Londres, aux côtés de Glynis Johns, James Grout et Louis Jourdan[3].
  - 1981 : Cartes sur table (Cards on the Table), une pièce de théâtre de Leslie Darbon, d'après le roman éponyme d'Agatha Christie. Rôle : Ariadne Oliver
  - 1984-1985 : 42nd Street, une comédie musicale américaine de Harry Warren and Al Dubin, mise en scène par Gower Champion et Lucia Victor, au Royal Drury Lane de Londres, avec Shani Wallis, Maxine Audley, Clare Leach, et Frankie Vaughan. Rôle : Maggie Jones[4]
  - 1987 : Follies, une comédie musicale américaine de Stephen Sondheim, au Shaftesbury Theatre de Londres, aux côtés de Leonard Sachs (en), Dolores Gray, Julia McKenzie, David Healy, Diana Rigg, Daniel Massey, Pearl Carr et Teddy Johnson. Rôle : Hattie Walker[5].
  - 1990 : Look Look, de Michael Frayn, au Aldwych Theatre, à Londres, avec Stephen Fry, Serena Gordon et Gabrielle Drake[1].

## Filmographie sélective

### Cinéma
- 1968 : Chauds, les millions (Hot Millions), d'Eric Till : Mrs. Hubbard
- 1968 : Isadora de Karel Reisz
- 1972 : Under Milk Wood d'Andrew Sinclair : Mrs Waldo
- 1975 : Le Froussard héroïque (Royal flash) de Richard Lester : Lady In Honour Duel
- 1976 : The Incredible Sarah, de Richard Fleischer : Madame Nathalie
- 1980 : Le miroir se brisa (The Mirror crack'd), de Guy Hamilton : Mrs Dolly Bantry
- 1980 : Oh Heavenly Dog, de Rod Browning : Lady Chalmers
- 1986 : Duo pour une soliste (Duet for One), d'Andreï Kontchalovski : Sonia Randvich

### Télévision
- 1981 : Winston Churchill: The Wilderness Years (mini-série) : Maxine Elliott
- 1983-1987 : Never the Twain, une sitcom britannique diffusée sur Thames Television : Lady Deveraux
- 1983-1987 : Don't Wait Up, une sitcom britannique diffusée sur BBC1 : Lady Cranbourne
- 1984-1986 : Fresh Fields, une sitcom britannique diffusée sur Thames Television : Mrs Richardson
- 1986 : Paradise Postponed, une mini-série pour la Thames Television : Lady Naboth
- 1986 : Executive Stress, une sitcom britannique diffusée sur ITV : Shirley Lee Sheffield
- 1987 : The Two Mrs. Grenvilles, un téléfilm américain réalisé par John Erman pour la NBC, avec Ann-Margret. Rôle : Madame Sophia
- 1987 : Vanity Fair, une série dramatique pour la BBC, d'après le roman La Foire aux vanités de William Makepeace Thackeray, épisode 1 : Miss Pinkerton
- 1992 : Le miroir se brisa (The Mirror crack'd from Side to Side), téléfilm de Norman Stone : Miss Knight

### Voix françaises
- Claire Guibert dans :
  - Le miroir se brisa (1980)

## Récompenses
- Laurence Olivier Awards 1976 : Meilleure interprétation dans un second rôle, dans Separate Tables de Terence Rattigan, mise en scène de Michael Blakemore, à l'Apollo Theatre[6].